# 考庫拉環礁
考庫拉環礁（Kaukura），又称卡海科环礁（Kaheko），是南太平洋法屬波利尼西亞的環礁，屬於土阿莫土群島和帕利瑟群島，由阿鲁图阿市镇管辖，位於阿魯圖阿環礁以西16公里，由65個島嶼組成，長48公里、寬16公里，土地面積11平方公里，潟湖面434平方公里，2007年人口542。

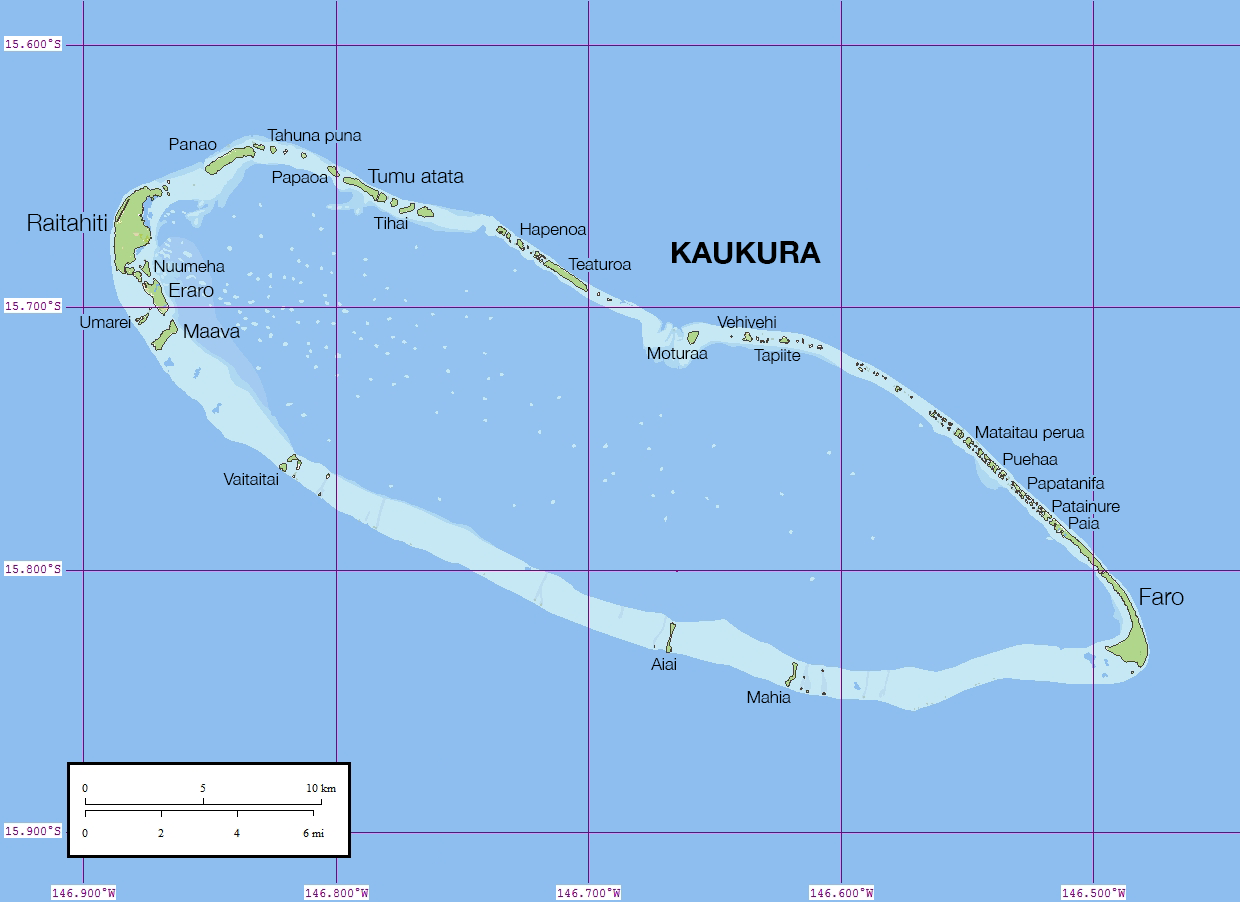

## 外部連結
- Atoll list (in French) （页面存档备份，存于）
- Maps of Kaukura （页面存档备份，存于）

15°39′S 146°53′W / 15.650°S 146.883°W